# Коссак Лідія Олексіївна
Лідія Олексіївна Коссак  (нар. 11 березня 1926, Коломия, нині Івано-Франківська область – пом. 22 вересня 1969, Львів) – архітектор, громадська діячка. Дочка Олекси Коссака, сестра Любові Коссак (Баб'юк).

## Життєпис
Лідія Коссак (Юзьків) народилася 11 березня 1926 року в місті Коломиї (нині Івано-Франківська область) у сім’ї адвоката Олекси Коссака та учительки музики Олени Курп’як (Коссак).
Навчалася в Коломиї в жіночій гімназії Українського педагогічного товариства «Рідна школа» та філії Вищого музичного інституту ім. М. Лисенка (клас скрипки Р. Рубінгера). Закінчила 1945 року Коломийську середню школу №2 із золотою медаллю. Упродовж 1945 – 1950 років навчалася на інженерно-будівельному факультеті Львівського політехнічного інституту, який  закінчила з відзнакою. Архітектуру вивчала у професора кафедри архітектурного проєктування Івана Багенського. Після завершення навчання працювала в проєктних інститутах Львова.
Померла у Львові 22 вересня 1969 року, похована на Личаківському цвинтарі.

## Фахова діяльність
Фахову працю архітектора почала  на посадах інженера-архітектора та  старшого інженера Львівського відділу проєктного інституту «Теплопроект» (1951 – 1959). Працювала інженером-архітектором (1959 – 1960) та керівником групи (1966 – 1967) у Львівському філіалі проєктного інституту «Діпроміст», займалася  архітектурним проєктуванням  у Проектно-конструкторському технологічному інституті (1960 – 1964), Львівському відділі Київського проектного інституту «Промбудпроект» (1964 – 1966), була головним спеціалістом-архітектором Львівського відділу проектного інституту Укоопспілки  (1967 – 1969).
Належала до співавторів проєкту комплексу «Львівський лісотехнічний інститут» (1967), брала участь у проєктуванні промислового будівництва Мінського автомобільного заводу «МАЗ» (1969), розробляла проєкти ресторанів, готелів та інших споруд, зокрема на Верецькому перевалі (1962).

## Громадська діяльність
Обиралася депутатом Львівської обласної ради депутатів трудящих V  скликання (1955 – 1957) [1]  і Львівської обласної ради депутатів трудящих VI  скликання (1957 – 1959) [2] .